# Mitromorpha dalli
Mitromorpha dalli là một loài ốc biển, là động vật thân mềm chân bụng sống ở biển trong họ Mitromorphidae, họ ốc cối.

## Miêu tả
The shell size reaches 14 mm

## Phân bố
Chúng phân bố ở Đại Tây Dương dọc theo Açores